# مجموعه ساختمانی حقیقت
مجموعه ساختمانی حقیقت مربوط به سدهٔ ۱۳ ه.ق است و در خوانسار، خیابان امام، کوچه شهدا، کوچه شهید مجتبی شجاعی واقع شده و این اثر در تاریخ ۱۸ آذر ۱۳۵۴ با شمارهٔ ثبت ۱۱۶۸ به‌عنوان یکی از آثار ملی ایران به ثبت رسیده است.